# Banys àrabs de Palma
Els banys àrabs són uns banys àrabs de la ciutat de Mallorca que daten del segle xi, situats al nombre 7 del carrer de Can Serra. Són una de les poques mostres que ens han arribat de l'arquitectura musulmana a Mallorca i un dels monuments més emblemàtics de Palma. Només se'ns conserva la sala central, destinada a banys calents i una sala annexa als banys que té la planta en forma de rectangle i volta de mig punt, amb parets molt gruixades respecte de quan es varen realitzar a l'època musulmana. El jardí i els banys eren part de Can Serra, la casa annexa i que dona nom al carrer, però al segle xix foren comprats per la família Fontirroig, que tenia la casa al mateix carrer però a la illeta oposada, de manera que construïren un pontet damunt el carrer per accedir-hi. Actualment, però, per la visita s'accedeix directament del carrer.
S'hi pot entrar per un portal amb arc de ferradura. La sala és cúbica, amb un passadís a un costat, amb teulada d'arc de mig punt fet de 12 columnes i arcs de ferradura per damunt d'una cúpula, feta de maons amb claraboies. Hi ha molts capitells que pot fer pensar que es varen aprofitar restes d'altres construccions per construir-lo. Hi ha restes de xemeneies i canonades d'aigua calenta i vapor. Un passadís estret donava a una sala que feia de vestidor per poder passar a la sala tèbia, abans de la sala calenta o hammam.

## Galeria

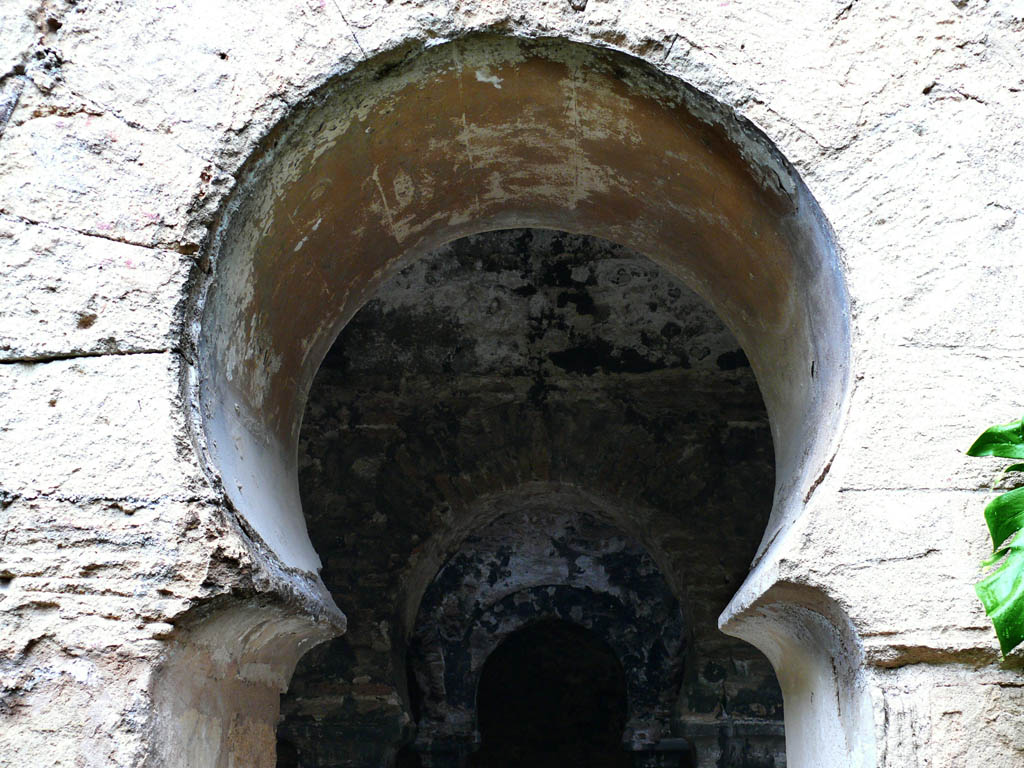
Banys àrabs (entrada)
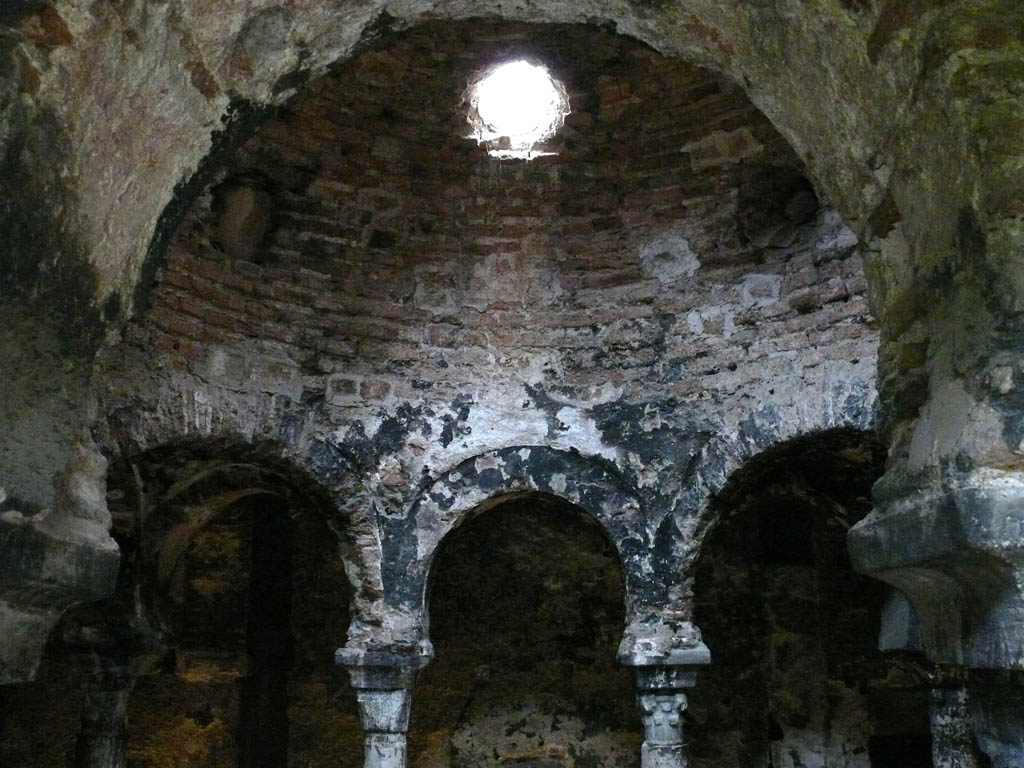
Banys àrabs (sala central)
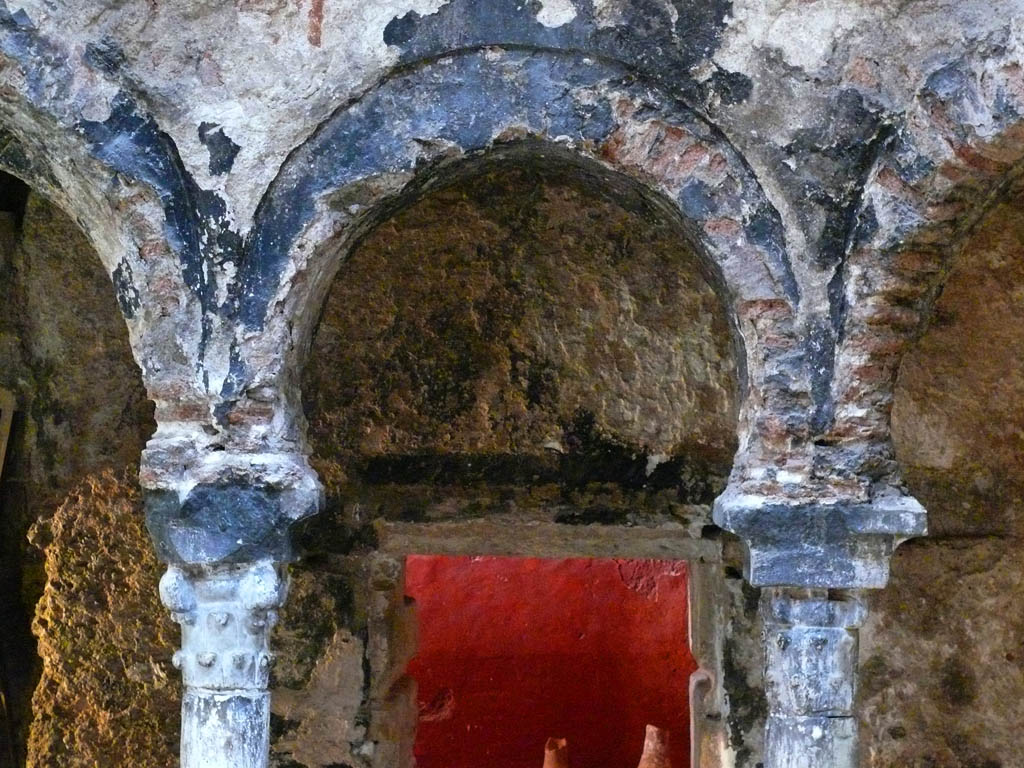
Banys àrabs (arc)
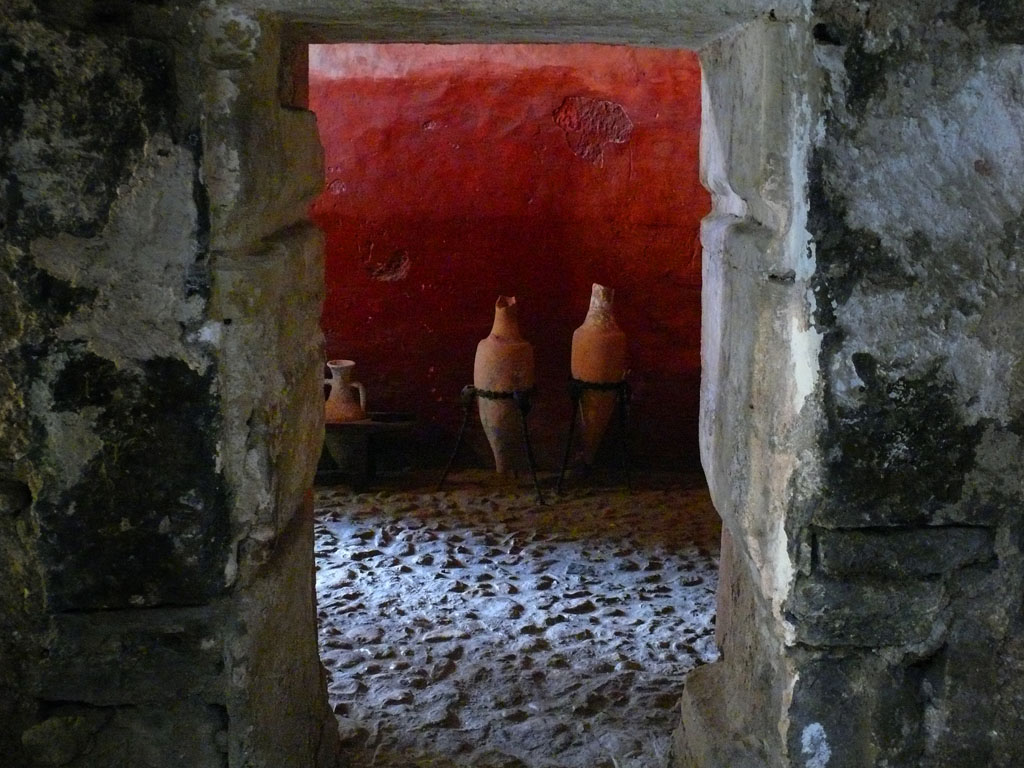
Banys àrabs (sala annexa)
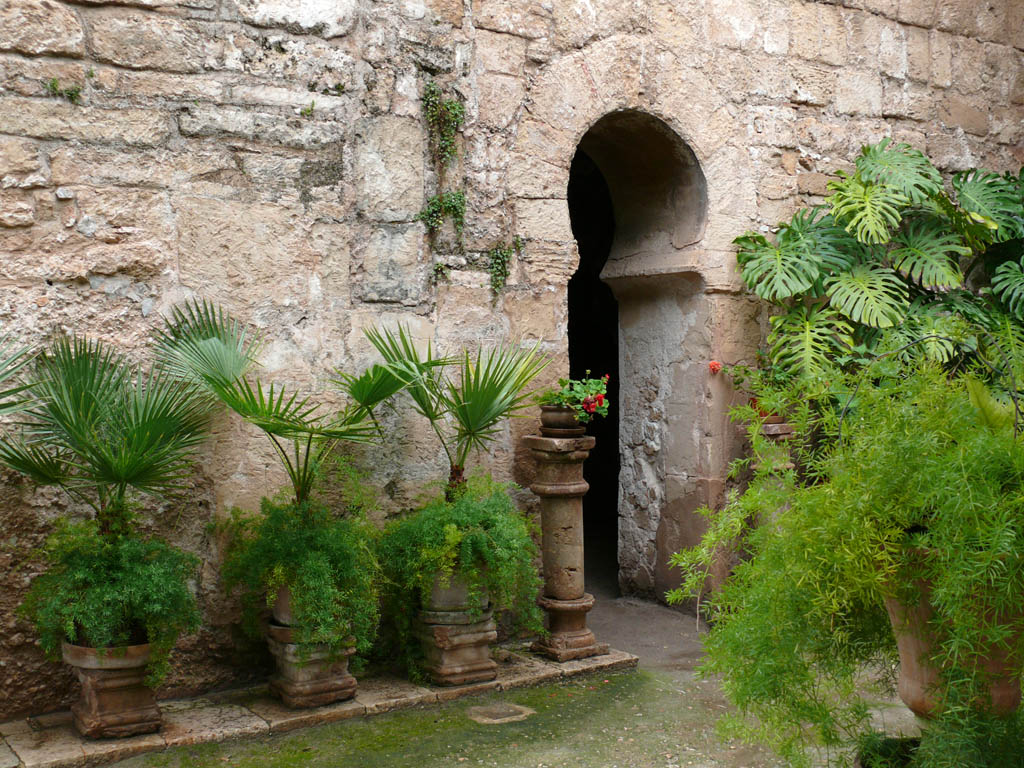
Banys àrabs (jardí)